# Roy Haynes
Roy Haynes (Boston (Massachusetts), 13 maart 1925 – Nassau County (New York), 12 november 2024) was een Amerikaanse jazzdrummer.

## Biografie
Haynes leerde het drumspel als autodidact en trad sinds 1942 op met muzikanten als Tom Brown, Sabby Lewis, Frankie Newton en Pete Brown. In 1945 ging hij naar New York, waar hij lid werd van het orkest van de Savoy Ballroom onder Luis Russell, waarbij hij bleef tot 1947. 
Daarna was hij als drummer partner van muzikanten als Lester Young (1947–1949), Bud Powell, Miles Davis (1949), Charlie Parker (1949–1953), Sarah Vaughan (1954–1959), Thelonious Monk (1959–1960), Eric Dolphy (1960–1961), Stan Getz (1961–1965), het John Coltrane Quartet (1963–1965), Cannonball Adderley en sinds 1968 van Chick Corea (Now He Sings, Now He Sobs). Later was hij ook drummer bij Pat Metheny en Michel Petrucciani.
Sinds de jaren 1960 leidde Haynes ook eigen bands, waartoe onder andere George Adams en Hannibal Marvin Peterson behoorden. In 1962 nam hij met een kwartet, bestaande uit Roland Kirk, Henry Grimes en Tommy Flanagan zijn album Out of the Afternoon op voor Impulse! Records, waarvoor hij ook zijn eigen composities bijstuurde. Vaak werkte hij ook met jonge muzikanten als Ralph Moore, Craig Handy en zijn zoon Graham Haynes en zijn neef Marcus Gilmore.
Haynes overleed op 12 november 2024 99-jarige leeftijd.

## Onderscheidingen
In 1987 werd hij als trio met Chick Corea en Miroslav Vitouš genomineerd voor de Grammy Award als «Best instrumental performance-group». In dezelfde categorie kreeg hij in het navolgende jaar met McCoy Tyner, Pharoah Sanders en David Murray een Grammy Award voor het album Blues for Coltrane. In 1991 kende het Berklee College of Music hem een eredoctoraat toe. In 1994 kreeg hij de Jazzpar-prijs. Op 31 maart 2009 werd Haynes in het kader van de Parijse tentoonstelling Le Siècle Du Jazz benoemd door de Franse minister van cultuur Christine Albanel benoemd tot commandeur in de Ordre des Arts et des Lettres.

## Discografie
- 1954: Busman's Holiday
- 1954: Roy Haynes Sextet
- 1956: Jazz Abroad
- 1959: We Three, met Phineas Newborn jr., Paul Chambers
- 1960: Just us
- 1962: Out of the Afternoon
- 1963: Cracklin'
- 1964: People
- 1971: Hip Ensemble
- 1972: Equipoise
- 1973: Senyah
- 1976: Sugar Roy
- 1977: Thank you Thank you
- 1978: Vistalite
- 1979: Live at the Riverbop
- 1986: True or False
- 1992: When It's Haynes It Roars, met Dave Kikoski, Craig Handy, Eddy Howard
- 1992: Homecoming, met Dave Kikoski, Craig Handy, Eddy Howard
- 1994: My Shining Hour
- 1994: Te Vou!, met Pat Metheny, Dave Kikoski, Donald Harrison, Christian McBride
- 1998: Praise, met Dave Kikoski, Graham Haynes, Dwayne Burno, Kenny Garrett, David Sánchez, Daniel Moreno
- 2000: The Roy Haynes Trio, met John Patitucci, Danilo Pérez
- 2001: Birds of a Feather: A Tribute to Charlie Parker, met Roy Hargrove, Dave Holland, Dave Kikoski, Kenny Garrett
- 2003: Love Letters, met Dave Holland, John Scofield, Dave Kikoski, Joshua Redman, Kenny Barron, Christian McBride
- 2004: Fountain of Youth met John Carver Sullivan, Marcus Strickland
- 2004: Quiet Fire, met Stanley Cowell, John Klemmer, Milcho Leviev, Cecil McBee, Kenneth Nash, Marcus Fiorillo, Bobby Hutcherson
- 2006: Whereas
- 2011: Roy-alty, met Chick Corea en Roy Hargrove

- Bibsys: 1019628
- Biblioteca Nacional de España: XX1741683
- Bibliothèque nationale de France: cb13895060w (data)
- CiNii: DA0938792X
- Gemeinsame Normdatei: 134400623
- International Standard Name Identifier: 0000 0000 7826 6176
- Library of Congress Control Number: n81140108
- MusicBrainz: 2c090b57-5e9d-49c5-9b71-6f0a331cc1ca
- Nationale Bibliotheek van Tsjechië: ola2002159513
- Nationale bibliotheek van Australië: 35732011
- Nationale Bibliotheek van Israël: 987007325283805171
- Nationale en Universitaire bibliotheek Zagreb: 000555443
- Nederlandse Thesaurus van Auteursnamen: 072332980
- Réseau des bibliothèques de Suisse occidentale: 02-A003355797
- Istituto Centrale per il Catalogo Unico: UBOV515059
- SNAC: w6fj33d4
- Système universitaire de documentation: 077720849
- Trove: 1062262
- Virtual International Authority File: 84975999
- WorldCat: E39PBJpJcfq6Gd7WGpBXVYXcfq